# Бухен (Оденвальд)
Бухен (нем. Buchen) — город в Германии, в земле Баден-Вюртемберг.

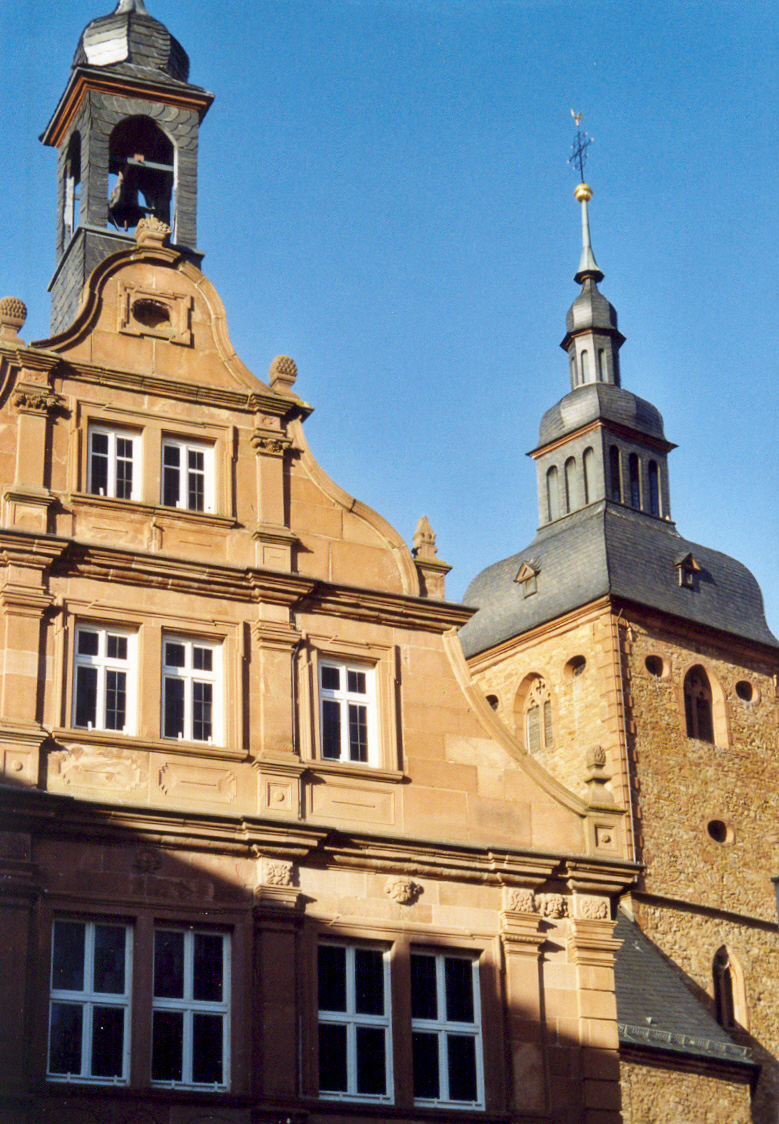
Ратуша

Подчинён административному округу Карлсруэ. Входит в состав района Неккар-Оденвальд. Население составляет 18 276 человек (на 31 декабря 2010 года). Занимает площадь 138,99 км². Официальный код — 08 2 25 014.
Город подразделяется на 14 городских районов.